# Aqualad
Pour les articles homonymes, voir Aqualad (Garth) et Aqualad (Kaldur'ahm).
Aqualad est le nom de deux super-héros apparaissant dans les comics américains publiés par DC Comics. Le premier Aqualad, Garth, apparaît pour la première fois en février 1960 dans Adventure Comics n°269 et a été créé par le scénariste Robert Bernstein et l'artiste Ramona Fradon. Cette version apparaît également dans les séries animées de 1967 et 1968.
Le second Aqualad, Jackson Hyde, est basé sur le personnage créé à l'origine pour la série télévisée La Ligue des justiciers : Nouvelle Génération (Young Justice) de 2010 par Greg Weisman, Brandon Vietti et Phil Bourassa. Un mois avant le lancement du dessin animé, une version modifiée du personnage est introduite dans les comic books par le scénariste Geoff Johns et l'artiste Ivan Reis en septembre 2010.
La version de Garth fait ses débuts en live action dans la seconde saison de la série Titans, joué par Drew Van Acker.

## Biographie fictive

### Garth
Il y a des années, le roi Thar et sa femme, la reine Berra, sont devenus les monarques de Shayeris, la capitale d'un groupe de colonies dans la Vallée Cachée. Des éléments radicaux assassinent le roi et chassent la reine enceinte vers Poseidonis, la capitale d'Atlantis. Elle y donne naissance à Garth, un enfant aux yeux pourpres. Les Atlantes superstitieux ont affirmé que Garth était né génétiquement inférieur à eux en raison de cette couleur inhabituelle et le bannirent dans les fonds marins stériles, loin d'Atlantis. Il survécut et se lia plus tard d'amitié avec Aquaman, le Roi d'Atlantis. Il est un membre fondateur des Teen Titans et prendra plus tard le nom de Tempest.

### Kaldur'ahm (Jackson Hyde)
Jackson Hyde apparaît pour la première fois dans Brightest Day n°10 (septembre 2010). Cela coïncide avec l'apparition d'Aqualad dans la série animée La Ligue des justiciers : Nouvelle Génération (mais sous le nom de Kaldur'ahm). Selon Geoff Johns, ce nouvel Aqualad nommé Jackson Hyde est un adolescent noir originaire du Nouveau-Mexique. Il a la capacité de solidifier l'eau grâce à l'hydrokinésie pour créer une épée. Cette capacité appartenait auparavant exclusivement à la femme d'Aquaman, Mera et aux gens de son monde.